# Croton sclerocalyx
Pour Croton sclerocalyx var. lanceolatus, voir Croton odontadenius.
Espèce
Croton sclerocalyx est une espèce de plantes à fleurs du genre Croton et de la famille des Euphorbiaceae, présente au centre-ouest et au sud-est du Brésil.
Il a pour synonymes :
- Croton rufidulus, Baill., 1864
- Croton sclerocalyx var. genuinus, Müll.Arg., 1865
- Croton sclerocalyx var. hirsutissimus, Müll.Arg., 1865
- Croton sclerocalyx var. hispidus, Müll.Arg., 1873
- Croton sclerocalyx var. intermedius, Müll.Arg., 1873
- Croton sclerocalyx forma luxurians, Müll.Arg., 1873
- Croton sclerocalyx var. pubescens, Müll.Arg., 1865
- Croton sclerocalyx var. rufidulus, (Baill.) Müll.Arg., 1866
- Oxydectes sclerocalyx, (Didr.) Kuntze
- Podostachys sclerocalyx, Didr.